# Talsperre Kingsley
Die Talsperre Kingsley (englisch Kingsley Dam) ist eine Talsperre mit Wasserkraftwerk im Keith County, Bundesstaat Nebraska, USA. Sie staut den North Platte River zum Stausee McConaughy (engl. Lake McConaughy) auf. Die Talsperre befindet sich ungefähr 8 km nordöstlich der Kleinstadt Ogallala.
Mit dem Bau der Talsperre wurde am 13. März 1936 begonnen. Sie wurde am 22. Juli 1941 offiziell eingeweiht.

## Absperrbauwerk
Das Absperrbauwerk ist ein Erdschüttdamm mit einer Höhe von 49 m (162 ft) über der Gründungssohle. Die Länge der Dammkrone beträgt 5 km (3,1 miles). Die Breite des Staudamms liegt bei 335 m (1100 ft) an der Basis und 8,5 m (28 ft) an der Krone. Das Volumen des Bauwerks beträgt bei 19,88 Mio. m³ (26 Mio. cubic yards).
Der Staudamm verfügt sowohl über einen Grundablass als auch über eine Hochwasserentlastung. Beide befinden sich auf der rechten Seite des Damms. Über den Grundablass können maximal 198 m³/s (7000 cft/s) abgeleitet werden, über die Hochwasserentlastung maximal 1529 m³/s (54.000 cft/s).

## Stausee
Beim maximalen Stauziel von 996 m (3270 ft) über dem Meeresspiegel erstreckt sich der Stausee über eine Fläche von rund 123,4 (bzw. 144) km² (30.500 bzw. 35.700 acres) und fasst 2,2 (bzw. 2,34) Mrd. m³ (1,79 bzw. 1,9 Mio. acre-feet) Wasser. Der Stausee hat eine Länge von 35 km (22 miles).

## Kraftwerk
Das Kraftwerk befindet sich am Fuß der Talsperre auf der rechten Flussseite. Die installierte Leistung beträgt mit einer Kaplan-Turbine 50 MW. Die Fallhöhe beträgt 42,7 m (140 ft). Mit dem Bau des Kraftwerks wurde im Herbst 1981 begonnen. Es ging im November 1984 in Betrieb. Die Kosten für die Errichtung des Kraftwerks werden mit 49 Mio. USD angegeben.